# Otto Urack
Otto Urack (* 13. Mai 1884 in Berlin; † 17. November 1963 ebenda) war ein deutscher Violoncellist, Pianist, Dirigent und Komponist. Er wurde 1923 als erster Musiker bekannt, der live aus einem deutschen Rundfunkstudio konzertierte.

## Leben und Werk
Otto Urack wurde als Sohn ungarischer Eltern im Mai 1884 in Berlin geboren. Bereits als Kind lernte er Cello und Klavier. Er studierte bei Robert Hausmann (* 1852) Cello, bei Engelbert Humperdinck Harmonielehre und Komposition sowie bei Max Bruch Dirigat und Komposition.
Von 1903 bis 1906 wirkte Otto Urack als Solocellist im Orchester der Königlichen Hofoper in Berlin. 1906 wurde er als Solocellist in das Orchester der Bayreuther Festspiele berufen. 1906 dirigierte Otto Urack die Berliner Symphoniker bei der Aufführungen eigener Werke, unter anderem der Fantasie für Orchester Nr. 72. 1911 wurde er zum Dirigenten des Opernorchesters von Barmen-Elberfeld (heute Wuppertal) berufen. In der Saison 1912/1913 trat Urack mit dem Boston Symphony Orchestra unter Karl Muck als stellvertretender Dirigent und als Co-Hauptcellist neben dem Solocellist Heinrich Warnke auf. Ab der folgenden Konzertsaison dirigierte Urack die Konzerte der Boston Pops Orchestra. 1914 dirigierte er seine Symphonie Nr. 1 in E op. 14 mit dem Boston Symphonieorchester. Urack wirkte bis zum Ende der Saison 1913/1914 auch als Co-Hauptcellist des Boston Symphony-Orchestra.
Noch vor dem Ersten Weltkrieg zog Otto Urack nach Deutschland zurück. In Berlin wirkte er noch vor dem Ersten Weltkrieg als Dirigent des Orchesters der Königlichen Oper. Nach dem Krieg wirkte er bis in die frühen 1920er Jahre zusammen mit Leo Blech (1871–1958) und Fritz Stiedry an dem jetzt zur Berliner Staatsoper umbenannten Opernhaus. Anfang der 1920er Jahre gab er häufig Kammermusik und begleitete führende Sänger in Konzerten am Klavier.
1923 spielte er als Dirigent mit dem Vox Symphonie Orchester eine Aufnahme von Beethovens 5. Sinfonie (auf VOX 01269-72) auf Tonträger ein. Es folgten Einspielungen weiterer kammermusikalischer Werke für das Label Vox zusammen mit Karl Dechert und Rudolf Deman.
Otto Urack war der erste Musiker, der live aus einem deutschen Sendestudio die Zuhörer an den Radiogeräten konzertant erfreute. Am 29. Oktober 1923 wurde ein etwa einstündiges Konzert mit Werken von Mozart, Beethoven, Schumann, Mendelssohn, Tschaikowsky, Saint-Säens und Kreisler gesendet, das teilweise von Schellack-Plattenaufnahmen und teilweise live von Otto Urack (Cello) begleitet von Fritz Goldschmidt (Klavier) aus dem Studio bestritten wurde. Die beiden Musiker spielten ein Andantino von Fritz Kreisler. Etwas später sammelte er ein ungefähr 25-köpfiges Musikerensemble um sich und sendete aus dem Berliner Voxhaus über ein einziges Sendemikrofon die erste Orchestermusik für den deutschen Rundfunk.
Urack wirkte auch als Komponist. 1924 schrieb er die Musik zu der Operette in drei Akten “Mister Globetrotter” nach dem Libretto von Günther Bibo. Sie wurde im Deutschen Theater Berlin erstaufgeführt. Weitere Kompositionen waren die musikalische Komödie „Die Galoschen des Glücks“ nach einem Buch von Klaus Richter (1934) und die dreiaktige Operette „Anca-Maria“ (auch: „Rote Rosen“) von Erich Arlt (1937).
Otto Urack zog später nach Dresden. Er wirkte in den 1930er Jahren dort als Dirigent der Sächsischen Staatskapelle. In den 1930er Jahren komponierte er auch einige Filmmusiken.
Bereits zum 1. Juni 1931 trat er der NSDAP bei.
Otto Urack trug den Ehrentitel Kammervirtuose.